# Liste der Baudenkmale in Schlieben
In der Liste der Baudenkmale in Schlieben sind alle Baudenkmale der brandenburgischen Stadt Schlieben und ihrer Ortsteile aufgelistet. Grundlage ist die Veröffentlichung der Landesdenkmalliste mit dem Stand vom 31. Dezember 2023.

## Baudenkmale
In den Spalten befinden sich folgende Informationen:
- ID-Nr.: Die Nummer wird vom Brandenburgischen Landesamt für Denkmalpflege vergeben. Ein Link hinter der Nummer führt zum Eintrag über das Denkmal in der Denkmaldatenbank. In dieser Spalte kann sich zusätzlich das Wort Wikidata befinden, der entsprechende Link führt zu Angaben zu diesem Denkmal bei Wikidata.
- Lage: die Adresse des Denkmales und die geographischen Koordinaten. Link zu einem Kartenansichtstool, um Koordinaten zu setzen. In der Kartenansicht sind Denkmale ohne Koordinaten mit einem roten beziehungsweise orangen Marker dargestellt und können in der Karte gesetzt werden. Denkmale ohne Bild sind mit einem blauen bzw. roten Marker gekennzeichnet, Denkmale mit Bild mit einem grünen beziehungsweise orangen Marker.
- Bezeichnung: Bezeichnung in den offiziellen Listen des Brandenburgischen Landesamtes für Denkmalpflege. Ein Link hinter der Bezeichnung führt zum Wikipedia-Artikel über das Denkmal.
- Beschreibung: die Beschreibung des Denkmales
- Bild: ein Bild des Denkmales und gegebenenfalls einen Link zu weiteren Fotos des Baudenkmals im Medienarchiv Wikimedia Commons

### Berga
| ID-Nr.                           | Lage                        | Bezeichnung | Beschreibung | Bild |
| -------------------------------- | --------------------------- | --- | --- | --- |
| 09135680                         | (Lage)                      | Wegweiser, an der Landstraße Berga-Krassig | Der Wegweiser befindet sich an der nordöstlichen Seite der Landstraße Berga-Krassig, direkt hinter der Einmündung eines Waldweges, der nach Norden abzweigt. Der Wegweiser ist ein 90 cm hoher Pfeiler aus Sandstein, der am Ende des 19. Jahrhunderts aufgestellt worden ist. | Wegweiser, an der Landstraße Berga-Krassig |
| 09135831                         | (Lage)                      | Reste der Produktionsanlagen und zugehörigen Umwallungen der ehemaligen Panzerfaustfabrik der HASAG (Hugo Schneider AG) sowie die Depotbunker, ihre Schutzwälle und Zuwegungen und die Erschließungsstraßen zwischen den Depotbunkern | Die Fabrik nördlich des Dorfes wurde nach 1933 errichtet. Hier produzierte die HASAG Panzerfäuste für die Wehrmacht. In den Kriegsjahren arbeiten hier Zwangsarbeiter des Konzentrationslagers Buchenwald und Kriegsgefangene. | Reste der Produktionsanlagen und zugehörigen Umwallungen der ehemaligen Panzerfaustfabrik der HASAG (Hugo Schneider AG) sowie die Depotbunker, ihre Schutzwälle und Zuwegungen und die Erschließungsstraßen zwischen den Depotbunkern |
| 09135832 Teilobjekt zu: 09135831 | ()                          | Beobachtungsturm | | ein Bild hochladen |
| 09136049 Teilobjekt zu: 09135831 | ()                          | Depotbunker | | ein Bild hochladen |
| 09136050 Teilobjekt zu: 09135831 | ()                          | Depotbunker | | ein Bild hochladen |
| 09136051 Teilobjekt zu: 09135831 | ()                          | Laderampe | | ein Bild hochladen |
| 09136052 Teilobjekt zu: 09135831 | ()                          | Fabrikhalle | | ein Bild hochladen |
| 09136053 Teilobjekt zu: 09135831 | ()                          | Fabrikhalle | | ein Bild hochladen |
| 09136054 Teilobjekt zu: 09135831 | ()                          | Trafostation | | ein Bild hochladen |
| 09135819                         | Gartenstraße (Lage)         | Gedenkstätte für die KZ-Häftlinge Buchenwald (Außenlager für die Panzerfaustfabrik Hugo Schneider AG HASAG) | Die Gedenkstätte wurde im Jahre 1949 errichtet. Sie erinnert an über 100 Zwangsarbeiter, die bei einer Explosion im Oktober 1944 im Werk der HASAG ums Leben gekommen sind. Das Denkmal ist eine konkav gebogene gelbe Ziegelmauer mit einer Tafel. Die Inschrift: „Den ehemaligen Häftlingen des KZ Buchenwald / Außenstelle Schlieben / zum ehrenden Gedenken / Nie wieder Faschismus“. | Gedenkstätte für die KZ-Häftlinge Buchenwald (Außenlager für die Panzerfaustfabrik Hugo Schneider AG HASAG) |
| 09135701                         | Naundorfer Straße 23 (Lage) | Hüfnerwohnhaus | Das Haus eines Hüfners wurde im Jahre 1740 erbaut. Es ist ein giebelständiger, zweigeschossiger Fachwerkbau mit einem Satteldach. Das Haus ist Teil eines Vierseithofes. Das Haus ist verputzt, der Giebel ehemals verbrettert. Heute ist der Giebel verblendet (Oktober 2017). Im Inneren befand sich mal eine Schwarze Küche.                                                           | Hüfnerwohnhaus |

### Frankenhain
| ID-Nr.                           | Lage                  | Bezeichnung                                      | Beschreibung | Bild                                             |
| -------------------------------- | --------------------- | ------------------------------------------------ | --- | ------------------------------------------------ |
| 09135749                         | (Lage)                | Glocken- und Feuerlöschturm                      | Der jetzige Glocken- und Feuerwehrturm wurde 1950 erbaut, der Vorgängerbau war um 1765/1768 erbaut worden. Da der Ort keine Kirche hat, diente der Turm auch zum Läuten des Tagesgeläutes und des Sterbesgeläutet. Es ist ein Fachwerkbau mit einem quadratischen Grundriss, der obere Teil ist achteckig. Die Glocke wurde 1906 in der Gießerei Franz Schilling Apolda gegossen.                   | Glocken- und Feuerlöschturm                      |
| 09135851 Teilobjekt zu: 09135749 | (Lage)                | Glocke                                           | | BW                                               |
| 09135722                         | Frankenhain 2 (Lage)  | Wohnhaus mit Toreinfahrt eines Großbauerngehöfts | Das Gehöft wurde zu Beginn des 20. Jahrhunderts erbaut. Das Wohnhaus des Gehöftes ist ein zweigeschossiges, traufständiges Haus aus Ziegeln. Die Fassade ist ungleichmäßig gegliedert durch Ziegelbänder. Zu den Vierseithof gehören noch Stallspeicher und eine Scheune, die allerdings nicht denkmalgeschützt sind.                                                                               | Wohnhaus mit Toreinfahrt eines Großbauerngehöfts |
| 09135153                         | Frankenhain 3 (Lage)  | Wohnhaus                                         | Das Wohnhaus wurde im 18. Jahrhundert erbaut. Es ist ein eingeschossiger, traufständiger Fachwerkbau mit einem Drempel und einem Satteldach. Zu dem Gehöft gehört noch eine Scheune. | Wohnhaus                                         |
| 09136213 Teilobjekt zu: 09135153 | Frankenhain 3 (Lage)  | Wirtschaftsgebäude                               | | BW                                               |
| 09136214 Teilobjekt zu: 09135153 | Frankenhain 3 (Lage)  | Wirtschaftsgebäude                               | | BW                                               |
| 09136215 Teilobjekt zu: 09135153 | Frankenhain 3 (Lage)  | Scheune                                          | | BW                                               |
| 09135736                         | Frankenhain 6 (Lage)  | Taubenturm                                       | Der Taubenturm ist ein massiver zweigeschossiger, quadratischer Turm. Der untere Teil des Taubenturm ist viereckig, der Dachaufbau ist achteckig und hat ein entsprechendes Dach. Auf der flachen achteckigen Haube befindet sich eine Metallspitze. Im Inneren befindet sich ein Schweinestall und ein Abort, darüber ist ein Speicherboden. Im achteckigen Aufbau befindet sich der Taubenschlag. | BW                                               |
| 09135747                         | Frankenhain 29 (Lage) | Durchfahrtsscheune eines Mittelbauerngehöfts     | Erbaut wurde die Scheune im letzten Viertel des 19. Jahrhunderts. Es ist Fachwerkbau mit einem Satteldach, die Giebel sind gemauert. | Durchfahrtsscheune eines Mittelbauerngehöfts     |

### Jagsal
| ID-Nr.   | Lage                 | Bezeichnung                                             | Beschreibung | Bild                                                    |
| -------- | -------------------- | ------------------------------------------------------- | --- | ------------------------------------------------------- |
| 09135677 | (Lage)               | Wegweiser bei Jagsal, an der Landstraße Oelsig-Osteroda | Der Wegweiser wurde wahrscheinlich in dem ersten Drittel des 18. Jahrhunderts in Zusammenhang mit dem Ausbau des kursächsischen Wegenetzes aufgestellt. Es ist ein Pfeiler aus Sandstein mit einer kurzen Spitze. Auf dem Stein befinden sich Hände für die Richtung und Ortsnamen in einer Frakturschrift. | Wegweiser bei Jagsal, an der Landstraße Oelsig-Osteroda |
| 09135650 | Jagsal Nr. 23 (Lage) | Durchfahrtsscheune eines Großbauerngehöfts              | Die Scheune wurde zu Beginn des 20. Jahrhunderts erbaut und ist Teil eines Vierseithofes. Es ist ein Ziegelbau mit einem Satteldach, der Sockel ist aus Feldsteinen. Die Fassade ist gegliedert durch Lisenen. Die Tordurchfahrt ist durch ein Risalit betont.                                              | Durchfahrtsscheune eines Großbauerngehöfts              |

### Krassig
| ID-Nr.                           | Lage                  | Bezeichnung                       | Beschreibung | Bild                              |
| -------------------------------- | --------------------- | --------------------------------- | --- | --------------------------------- |
| 09135207 Wikidata                | (Lage)                | Dorfkirche                        | Die evangelische Kirche stammt aus der Zeit Ende des 13. Jahrhunderts. Der Turm im spätgotischen Stil wurde im 18. Jahrhundert hinzugefügt. Im Inneren befindet sich ein Flügelaltar aus der Zeit Ende des 15. Jahrhunderts.                    | weitere Bilder                    |
| 09135909 Teilobjekt zu: 09135207 | (Lage)                | Glocke                            | | BW                                |
| 09135639                         | Krassig Nr. 10 (Lage) | Wohnhaus eines Kleinbauerngehöfts | Bei dem Gebäude handelt es sich um einen Fachwerkbau mit Lehmstakenausfachung. Entstanden ist das Haus in der ersten Hälfte des 19. Jahrhunderts. Die dem Fachwerk vorgestellte Fassade aus Ziegeln entstand gegen Ende desselben Jahrhunderts. | Wohnhaus eines Kleinbauerngehöfts |
| 09135636                         | Krassig Nr. 11 (Lage) | Fachwerk-Wohnhaus                 | Bei dem Gebäude handelt es sich um einen eingeschossigen Fachwerkbau mit Lehmstakenausfachung und Krüppelwalmdach. Entstanden ist das Haus im Jahre 1796.                                                                                       | weitere Bilder                    |
| 09136372 Teilobjekt zu: 09135636 | Krassig Nr. 11 ()     | Scheune                           | Die Scheune wurde 2005/2006 abgebrochen. | ein Bild hochladen                |

### Oelsig
| ID-Nr.   | Lage                 | Bezeichnung                                                          | Beschreibung | Bild |
| -------- | -------------------- | -------------------------------------------------------------------- | --- | ---- |
| 09135649 | Oelsig Nr. 19 (Lage) | Wohnhaus mit Tordurchfahrt und Stallspeicher eines Großbauerngehöfts | Das Wohnhaus wurde um 1860/1870 erbaut. Es ist ein eingeschossiges Haus mit Drempel mit einem Satteldach. Links befindet sich die Jungbauernwohnung, rechts der Altenteiler. Dazwischen ein Toreinfahrt in den Vierseithof. | BW   |
| 09135648 | Oelsig Nr. 21 (Lage) | Wohnhaus eines Mittelbauerngehöfts                                   | Das Wohnhaus wurde als Teil eine Vierseithofes um 1900 erbaut. Es ist ein eingeschossiges, traufständiges Haus mit Drempel und Satteldach. Der eingezogene Eingang befindet sich links von der Mitte davor eine Freitreppe. | BW   |

### Schlieben
| ID-Nr.                           | Lage                             | Bezeichnung | Beschreibung | Bild                                                              |
| -------------------------------- | -------------------------------- | --- | --- | ----------------------------------------------------------------- |
| 09135816                         | Bahnhofstraße (Lage)             | Bahnhof | Der Bahnhof wurde 1896 erbaut. Er befindet sich an der Strecke Lübben-Ucko-Herzberg-Falkenberg der privaten Niederlausitzer Eisenbahn. Es ist ein Ziegelbau mit einem Risalit an der linken Seite. Die Fassade ist gegliedert durch Ziegelbänder und Gesimse. Zum Bahnhof gehört noch ein Güterschuppen. | Bahnhof                                                           |
| 09135272                         | Bahnhofstraße 3 (Lage)           | Ernst-Legal-Schule mit straßenseitiger Einfriedung | Die Schule wurde 1930 bis 1931 nach einem Entwurf von Bruno Föhre erbaut. Das Gebäude hat einen T-förmigen Grundriss und ein Walmdach. Es ist ein Klinkerverblendbau im Stil der Neuen Sachlichkeit. Der Eingang befindet sich an der Südostseite, hier als Freitreppe mit einem flachen Dach ausgeführt. | Ernst-Legal-Schule mit straßenseitiger Einfriedung                |
| 09135700                         | Ernst-Legal-Platz 6 (Lage)       | Wohnhaus | Der Platz ist nach Ernst Legal benannt. Das Wohnhaus wurde 1777 erbaut. Es ist ein zweigeschossiger, traufständiger Bau mit einem Krüppelwalmdach. Zu dem Wohnhaus gehört noch ein Seitengebäude. | Wohnhaus                                                          |
| 09135539                         | Ernst-Legal-Platz 8 (Lage)       | Wohnhaus | Es handelt sich hier um einen zweigeschossigen Fachwerkbau mit Satteldach. Die Entstehung wird auf die Zeit zwischen 1800 und 1833 datiert. | Wohnhaus                                                          |
| 09135662                         | Ernst-Legal-Platz 10 (Lage)      | Stadtschule | Das Haus ist die ehemalige Stadtschule. Erste Planungen gab es 1811, 1820 wurde die Schule dann gebaut. Es ist ein zweigeschossiger Bau mit einem Krüppelwalmdach. Das Erdgeschoss ist massiv ausgeführt, das Obergeschoss ist Fachwerk, beide Stockwerke sind verputzt. | Stadtschule                                                       |
| 09135714                         | Herrenstraße 1 (Lage)            | Wohnhaus eines Dreihufenguts, später Gasthof „Zur Reichskrone“                                                                                        | Es handelt sich hier um ein zweigeschossiges Gebäude mit Mansardwalmdach. Die Entstehung wird auf die Zeit zwischen den Jahren 1721 und datiert. | Wohnhaus eines Dreihufenguts, später Gasthof „Zur Reichskrone“    |
| 09135507                         | Herrenstraße 3 (Lage)            | Wohnhaus | Die Entstehung dieses zweigeschossigen Gebäudes wird auf das ausgehende 18. Jahrhundert datiert. Das Bauwerk besitzt ein Mansardwalmdach und eine Oberlaubengalerie. Im Inneren befindet sich noch eine historische Schwarzküche. Als Bauherr gilt Johann Christoph Damberg. | Wohnhaus                                                          |
| 09135225 Wikidata                | Herrenstraße 7 (Lage)            | Wohnhaus (heute katholisches Pfarramt) | Der zwei- und dreigeschossige Klinkerbau entstand im Jahre 1907. Ausgestattet ist es mit einem Satteldach. | weitere Bilder                                                    |
| 09135235                         | Herzberger Straße 1 (Lage)       | Wohnhaus | Es handelt sich hier um einen zweigeschossigen Fachwerkbau mit Krüppelwalmdach. Datiert wird es inschriftlich auf das Jahr 1796. Das Erdgeschoss und der Keller entstand um 1700. Umbauarbeiten am Gebäude erfolgten 1962. | Wohnhaus                                                          |
| 09135224                         | Herzberger Straße 7 (Lage)       | Amtsgericht | Das zweigeschossige Verwaltungsgebäude ist mit einem Krüppelwalmdach versehen. Die Entstehung wird auf das Jahr 1778 datiert. | Amtsgericht                                                       |
| 09135763                         | Kleiner Markt 3 (Lage)           | Schlossgut mit Wohnhaus, Wagenunterstand und Scheune im Hof                                                                                           | Es handelt sich beim Hauptgebäude um einen zweigeschossigen Ziegelbau mit Krüppelwalmdach und Oberlaubengalerie. Die Entstehung wird auf die zweite Hälfte des 18. Jahrhunderts datiert. | Schlossgut mit Wohnhaus, Wagenunterstand und Scheune im Hof       |
| 09136437 Teilobjekt zu: 09135763 | Kleiner Markt 3 (Lage)           | Wohnhaus | | BW                                                                |
| 09136438 Teilobjekt zu: 09135763 | Kleiner Markt 3 (Lage)           | Wagenunterstand | | BW                                                                |
| 09136439 Teilobjekt zu: 09135763 | Kleiner Markt 3 (Lage)           | Scheune | | BW                                                                |
| 09135612                         | Lange Straße 1 (Lage)            | Evangelisches Vereinshaus | Das im Jahre 1908 von der evangelischen Kirche errichtete Bauwerk ist eingeschossig und besitzt ein Krüppelwalmdach. | Evangelisches Vereinshaus                                         |
| 09135815                         | Langer Berg (Lage)               | Dr.-Wagner-Denkmal mit Einfriedung | Das als Sandsteinobelisk gestaltete Denkmal entstand inschriftlich im Jahre 1895. | Dr.-Wagner-Denkmal mit Einfriedung                                |
| 09135702                         | Langer Berg (Lage)               | Gedenkstätte für die Opfer des Faschismus (OdF), auf dem Friedhof                                                                                     | Die Gedenkstätte für die Opfer des Faschismus befindet sich inmitten einer Grünanlage. Dabei handelt es sich um eine Stele aus rötlichem Kunststein mit der Inschrift ODF 1933 1945. Entstanden ist sie im Jahre 1952. | Gedenkstätte für die Opfer des Faschismus (OdF), auf dem Friedhof |
| 09135814                         | Langer Berg (Lage)               | Kriegerdenkmal 1866, 1870/71 | Das Kriegerdenkmal wurde am 23. August 1891 eingeweiht. Damals stand es auf dem Markt. Es erinnert an Gefallene der Feldzüge in den Jahren 1866, 1870 und 1871. Es ist ein Obelisk mit einem Sockel und zwei Stufen aus Granit. Im oberen Teil befindet sich Medaillons des Kaisers Wilhelm I. und Kaiser Friedrich I. Weiter befindet sich ein Eisernes Kreuz auf dem Obelisk. Ursprünglich befand sich auf dem Denkmal ein Adler, der fehlt heute.             | Kriegerdenkmal 1866, 1870/71                                      |
| 09135237                         | Langer Berg (Lage)               | Martinsberg mit 30 Grüften und Martinsturm | Der Martinsturm wurde von 1924 bis 1925 erbaut. Er ist ein Kriegerdenkmal für die Gefallenen des Ersten Weltkrieges und dient als Aussichtsturm. Der Turm hat eine Höhe von zehn Metern und einen quadratischen Grundriss. An den Ecken des Turmes befinden sich Findlinge. Die Erdgrabstätten befinden sich an der Nordost- und Westseite des Martinsberges. Sie stammen aus dem 19. Jahrhundert. Sie sind eine Besonderheit Schliebens.                        | weitere Bilder                                                    |
| 09136250 Teilobjekt zu: 09135237 | Langer Berg (Lage)               | Erbbegräbnisreihe | | Erbbegräbnisreihe                                                 |
| 09136251 Teilobjekt zu: 09135237 | Langer Berg (Lage)               | Kriegerdenkmal / Aussichtsturm | | Kriegerdenkmal / Aussichtsturm                                    |
| 09135760                         | Langer Berg (Lage)               | Mausoleum der Familie Lehmann-Centgraf, auf dem Friedhof                                                                                              | Der Friedhof wurde 1880 angelegt, das Mausoleum 1894. Es wurde für Friedrich Lehmann errichtet. Der Grundriss entspricht der Form eines griechischen Kreuzes, die Querarme sind aber verlängert. Doppelsäulen befinden sich rechts und links vom Eingang. Auf dem Gebäude befindet sich eine Kuppel, diese ist mit Zinkblech verkleidet. | weitere Bilder                                                    |
| 09135317                         | Lindenstraße 1 (Lage)            | Wohnhaus | Das Wohnhaus in Ecklage zum Ernst-Legal-Platz wurde 1819 erbaut. Es ist ein zweigeschossiges Haus mit einem Mansarddach. An der Vorder- und Rückseite befinden sich Zwerchhäuser. An der Vorderseite befindet sich in der Mitte ein Hoftor. | Wohnhaus                                                          |
| 09135226                         | Lindenstraße 9 (Lage)            | Wirtschaftsgut | Das Wohnhaus wurde um 1830/1840 erbaut, zum Haus gehören noch Garten, Scheune und Ställe. Es ist ein zweigeschossiger, freistehender Putzbau mit einem Satteldach. Der Eingang ist in der Mitte des Hauses. Scheune und Stall sind ebenfalls aus dem 19. Jahrhundert. | Wirtschaftsgut                                                    |
| 09136240 Teilobjekt zu: 09135226 | Lindenstraße 9 (Lage)            | Scheune | | BW                                                                |
| 09136241 Teilobjekt zu: 09135226 | Lindenstraße 9 (Lage)            | Stall | | BW                                                                |
| 09135767                         | Lindenstraße 33 (Lage)           | Wohnhaus | Es handelt sich hier um ein zweigeschossiges Gebäude mit Krüppelwalmdach und Oberlaubengalerie. Die Entstehung wird auf die zweite Hälfte des 18. Jahrhunderts datiert. | Wohnhaus                                                          |
| 09135227                         | Lindenstraße 41 (Lage)           | Wirtschaftsgut | Der massive Putzbau entstand in der zweiten Hälfte des 19. Jahrhunderts. | Wirtschaftsgut                                                    |
| 09135228                         | Lindenstraße 43 (Lage)           | Wirtschaftsgut | Es handelt sich hier um einen zweigeschossigen Fachwerkbau mit Mansardgiebeldach und Satteldach. Die Entstehung wird zwischen den Jahren 1734 und 1766 datiert. | Wirtschaftsgut                                                    |
| 09136242 Teilobjekt zu: 09135228 | Lindenstraße 43 (Lage)           | Kuhstall | Der Kuhstall befindet sich an der Martinstraße. | Kuhstall                                                          |
| 09136243 Teilobjekt zu: 09135228 | Lindenstraße 43 (Lage)           | Scheune | | BW                                                                |
| 09136244 Teilobjekt zu: 09135228 | Lindenstraße 43 (Lage)           | Stall | | BW                                                                |
| 09135234                         | Luckauer Straße 6 (Lage)         | Gasthof (heute Wohnhaus) | Der zweigeschossige Bau mit Krüppelwalmdach wird auf das Jahre 1832 datiert. | Gasthof (heute Wohnhaus)                                          |
| 09135223                         | Markt (Lage)                     | Stadtpfarrkirche St. Martin | Es gab ein Vorgängerbau aus dem 13. Jahrhundert, der Standort ist unbekannt. 1631 wurde die Kirche bis auf die Außenmauern und Teile des Chores zerstört. Sie wurde wieder aufgebaut, 1672 war die Eindeckung. Am 1. September 1857 stürzte der Turm nach Blitzschlag ein, er wurde ab 1857 wieder aufgebaut. Im Inneren ein Kanzelaltar aus dem Jahr 1699 und ein Taufstein aus dem Jahr 1765. Weiter befinden sich zehn Grabsteine und Epitaphe in der Kirche. | weitere Bilder                                                    |
| 09135908 Teilobjekt zu: 09135223 | Markt (Lage)                     | Glocke | | BW                                                                |
| 09135992 Teilobjekt zu: 09135223 | Markt (Lage)                     | Orgel | | Orgel                                                             |
| 09136001 Teilobjekt zu: 09135223 | Markt (Lage)                     | Altaraufsatz | | BW                                                                |
| 09135629                         | Markt 1 (Lage)                   | Pfarrhaus (ehemalige Propstei) | Das Pfarrhaus wurde 1765 bis 1767 erbaut. Es ist ein ehemalig verputzter, heute fachwerksichtiger Fachwerkhaus mit einem Krüppelwalmdach. In der Mitte befindet sich der Eingang mit einer doppelflügigen Tür. Unter Teilen des Hauses befindet sich ein Kriechkeller. | Pfarrhaus (ehemalige Propstei)                                    |
| 09135229                         | Markt 5 (Lage)                   | Rathaus | Ursprünglich waren das zwei Häuser, die um 1700 erbaut wurden. 1830 wurden die Häuser zusammengefasst und zum Rathaus umgebaut. Es ist ein zweigeschossiges Haus mit neun Achsen und ein Krüppelwalmdach. Die Fledermausgauben wurden nach 1998 eingabut. Vor dem Haus befinden sich eine Reihe Weißdornbäume. Heute befindet sich hier eine Gaststätte. | Rathaus                                                           |
| 09135278                         | Martinstraße, Kellergasse (Lage) | 34 historische Kelleranlagen | Zu beiden Seiten der Kellerstraße befinden sich 35 Lagerkeller, die zum größten Teil aus dem 16. Jahrhundert stammen. Die Lagerräume sind als Tonnengewölbe ausgeführt, von denen der längste über 30 Meter lang ist. | 34 historische Kelleranlagen                                      |
| 09135230                         | Ritterstraße 3 (Lage)            | Rittergut mit Wohnhaus sowie Hofanlage mit den Wirtschaftsgebäuden auf der Süd-, West- und Nordseite sowie Freiflächen (Hofraum, Vor- und Nutzgarten) | Das sogenannte Steinsches Rittergut wurde urkundlich erstmals im Jahre 1777 erwähnt. Beim Hauptgebäude handelt es sich um einen eingeschossigen Fachwerkbau mit Mansardgiebeldach. Entstanden ist dieses Bauwerk im bereits im 17. Jahrhundert. | weitere Bilder                                                    |
| 09136245 Teilobjekt zu: 09135230 | Ritterstraße 3 (Lage)            | Wohnhaus | | BW                                                                |
| 09136246 Teilobjekt zu: 09135230 | Ritterstraße 3 ()                | Stall | | ein Bild hochladen                                                |
| 09136247 Teilobjekt zu: 09135230 | Ritterstraße 3 ()                | Scheune | | ein Bild hochladen                                                |
| 09136248 Teilobjekt zu: 09135230 | Ritterstraße 3 ()                | Wirtschaftsgebäude | | ein Bild hochladen                                                |
| 09136249 Teilobjekt zu: 09135230 | Ritterstraße 3 ()                | Waschhaus | | ein Bild hochladen                                                |
| 09135641                         | Steigemühle 2 (Lage)             | Wohnhaus und Mühlengebäude | Beim Wohngebäude handelt es sich um einen zweigeschossigen Fachwerkbau mit Krüppelwalmdach. Entstanden ist dieses Bauwerk im letzten Viertel des 18. Jahrhunderts. Beim Mühlengebäude handelt es sich um einen 2 1⁄2-geschossigen Ziegelbau mit Satteldach. Die Entstehung wird auf das Jahr 1859 datiert. | Wohnhaus und Mühlengebäude                                        |
| 09136376 Teilobjekt zu: 09135641 | Steigemühle 2 (Lage)             | Wohnhaus | | BW                                                                |
| 09136377 Teilobjekt zu: 09135641 | Steigemühle 2 (Lage)             | Mühlengebäude | | BW                                                                |

### Wehrhain
| ID-Nr.   | Lage                   | Bezeichnung                                                       | Beschreibung | Bild                                                              |
| -------- | ---------------------- | ----------------------------------------------------------------- | --- | ----------------------------------------------------------------- |
| 09135743 | Lindenstraße 13 (Lage) | Wohn- und Auszugshaus mit Tordurchfahrt eines Mittelbauerngehöfts | Das Wohnhaus wurde um 1900 erbaut. Das Haus befindet sich an der nordöstlichen Seite des Angers. Es ist ein eingeschossiges Haus mit einem Drempel und einem Satteldach. In der linken Hälfte des Hauses befindet sich die Jungbauernwohnung, im rechten Teil eine Tordurchfahrt und das Auszüglerhaus. Links von der Tordurchfahrt befindet sich der Eingang, davor eine Freitreppe. | Wohn- und Auszugshaus mit Tordurchfahrt eines Mittelbauerngehöfts |

### Werchau
Das Dorf Werchau wurde als Werchenaw im Jahre 1346 das erste Mal erwähnt. Herzog Rudolf von Sachsen erwarb das Rittergut im Jahre 1360.
| ID-Nr.                           | Lage              | Bezeichnung                                  | Beschreibung | Bild                                         |
| -------------------------------- | ----------------- | -------------------------------------------- | --- | -------------------------------------------- |
| 09135265 Wikidata                | (Lage)            | Dorfkirche                                   | Die evangelische Kirche stammt aus dem 14. Jahrhundert. Der Nordanbau wurde im Jahre 1783 hinzugefügt. Der Turm wurde von 1934 bis 1935 errichtet. Die Ausstattung im Inneren stammt aus der Zeit von 1850 bis 1860. Die Taufe aus Sandstein stammt aus dem Jahre 1590. | weitere Bilder                               |
| 09135919 Teilobjekt zu: 09135265 | (Lage)            | Glocke                                       | | BW                                           |
| 09135920 Teilobjekt zu: 09135265 | (Lage)            | Glocke                                       | | BW                                           |
| 09135002                         | Werchau 13 (Lage) | Bauernhaus                                   | Erbaut wurde das Haus im Jahre 1912. Es ist ein eingeschossiger Ziegelbau mit Drempel und einem Satteldach. Die Fassade ist geprägt durch ein Risalit und ein Zwerchhaus.                                                                                               | BW                                           |
| 09135632                         | Werchau 30 (Lage) | Durchfahrtsscheune eines Mittelbauerngehöfts | Die Scheune ist gemäß einer Inschrift im Jahre 1794 erbaut worden. Es ist ein Fachwerkbau mit einem Satteldach. An den Traufseiten befinden sich in der Mitte die Einfahrten.                                                                                           | Durchfahrtsscheune eines Mittelbauerngehöfts |
| 09135633                         | Werchau 33 (Lage) | Einfahrtsscheune eines Kleinbauerngehöfts    | Die Scheune ist ein Teil eines Dreiseithofes. Es ist ein Fachwerkbau mit einem Satteldach. | BW                                           |

## Ehemalige Baudenkmale
| ID-Nr. | Lage                          | Bezeichnung    | Beschreibung                                                       | Bild           |
| ------ | ----------------------------- | -------------- | ------------------------------------------------------------------ | -------------- |
|        | Wehrhain Neue Straße 9 (Lage) | Holländermühle | Der Erdholländer wurde bei einem Feuer am 1. Januar 2011 zerstört. | Holländermühle |